# Кесек (хребет)
Кесек (Ҡыҫык) — горный хребет на Южном Урале. Находится на территории Белорецкого района Башкортостана.
Кесек (Ҡыҫык) относится к хребтам Башкирского (Южного) Урала. Хребет растянулся вдоль меридиана вдоль реки Инзер от устья реки Сухой Бермиш до устья реки Кысыктамак (притоки реки Инзер) в Белорецком районе РБ.
Длина хребта около 6 км, ширина — 2 км. Высота — 470 м (г. Язлау).
Рельеф хребта уплощённый в 3 вершинами.
Состоит из доломитов миньярской свиты. Даёт начало реке Куяз (приток реки Инзер).
Ландшафты — широколиственно-темнохвойные леса на горных светло-серых лесных и бурых почвах.